# Divadlo v Toriku
Divadlo v Toriku (řecky: Θέατρο Θορικού) je starořecké divadlo v zaniklém attickém městě Torikós (Θορικός), jehož ruiny leží nedaleko dnešního Lavria. Jde o nejstarší známé divadlo starého Řecka, a tedy i nejstarší známé divadlo na světě. Vzniklo mezi lety 525–480 př. n. l. Mezi starověkými divadly je výjimečné i tím, že nemá hlediště do půlkruhu. Vysvětlení tohoto faktu jsou různá, obvykle se soudí, že divadlo je tak staré, že ještě nebyl vynalezen klasický starořecký divadelní design, možné ovšem také je, že neobvyklý tvar vznikl dodatečnými dostavbami. Zřícenina divadla se nachází na jižním svahu kopce známého dnes jako Velatoúri. Kapacita se odhaduje na 4000 diváků. Šířka hlediště je 55 metrů. Orchestr divadla má oválný tvar a rozměry 16×30 metrů, tedy přibližně 443 metrů čtverečních. Divadlo nesloužilo jen k uměleckým účelům, ale scházel se v něm i místní sněm.